# Fabrezan
Fabrezan – miejscowość i gmina we Francji, w regionie Oksytania, w departamencie Aude. Przez miejscowość przepływa rzeka Orbieu. 
Według danych na rok 1990 gminę zamieszkiwało 1046 osób, a gęstość zaludnienia wynosiła 37 osób/km² (wśród 1545 gmin Langwedocji-Roussillon Fabrezan plasuje się na 323. miejscu pod względem liczby ludności, natomiast pod względem powierzchni na miejscu 221.).

## Zabytki
Zabytki w miejscowości posiadające status Monument historique:
- kościół Saint-Étienne (Église Saint-Étienne)
- wieża (Tour de Fabrezan)